# Siège de Ba Đình
Le siège de Ba Đình est un des principaux affrontements du mouvement Cần vương, entre les rebelles fidèles à l'empereur d'Annam et les troupes coloniales françaises. Il a lieu de décembre 1886 à janvier 1887 à Ba Đình (vi) dans la province de Thanh Hóa.

## Historique
Le 5 juillet 1885, le régent Tôn Thất Thuyết lance une insurrection contre les Français à Hué. Le second régent, Nguyễn Văn Tường, change de camp et choisit de s'allier aux Français, tandis que Thuyết s'enfuit avec l'empereur Hàm Nghi. L'empereur est déchu par les Français et remplacé par son demi-frère Đồng Khánh.
La révolte est soutenue par les lettrés provinciaux. La citadelle de Ba Đình devient une place clé pour les loyalistes, par sa position centrale entre les protectorats d'Annam et du Tonkin et par la solidité de ses défenses, renforcées après le déclenchement de la révolte. 
Phạm Bành (en), mandarin local et chef des révoltés de la province, laisse la direction des opérations à Đinh Công Tráng, commandant militaire expérimenté. Formée de trois villages réunis, la place fortifiée est tenue par 3 000 combattants, en majorité Muong.
Après quelques escarmouches à partir d'octobre, les Français viennent assiéger la forteresse en décembre. Après un premier assaut qui échoue le 18 décembre, les Français rassemblent leurs forces, qui regroupent finalement environ 1 500 soldats français et 1 000 combattants locaux, soutenus par quatre canonnières et 5 000 coolies. Le Génie, sous le commandement du capitaine Joffre, mène des travaux de sape  et la citadelle tombe finalement le 21 janvier 1887.
La prise de la citadelle marque la supériorité militaire française mais également le courage de la rébellion. La place Ba Dinh, à Hanoï, est nommé en l'honneur de cette bataille.